# Guaiacum
Guaiacum (synoniem: Guajacum) is een  geslacht uit de familie Zygophyllaceae. Het bestaat uit zo'n vier tot zes soorten van harshoudende, overblijvende struiken en bomen uit de tropische en subtropische gebieden van Amerika. De bomen kennen een trage groei en kunnen tot een twintig meter hoog worden, maar gewoonlijk halen ze niet meer dan de helft van die hoogte.
De leden van dit geslacht hebben gewaardeerde bloemen. G. officinale is de nationale bloem van Jamaica. De andere bekende soort G. sanctum is de nationale boom van de Bahama's. In Florida en Californië worden soorten van het geslacht Guaiacum gekweekt als sierplant. Plaatselijk gelden ze als invasieve soorten.
Soorten van het geslacht Guaiacum zijn vooral bekend als leverancier van het harde, bruingroene pokhout (ook weleens 'guajakhout' genoemd), de reden dat alle soorten op de lijst van CITES staan.

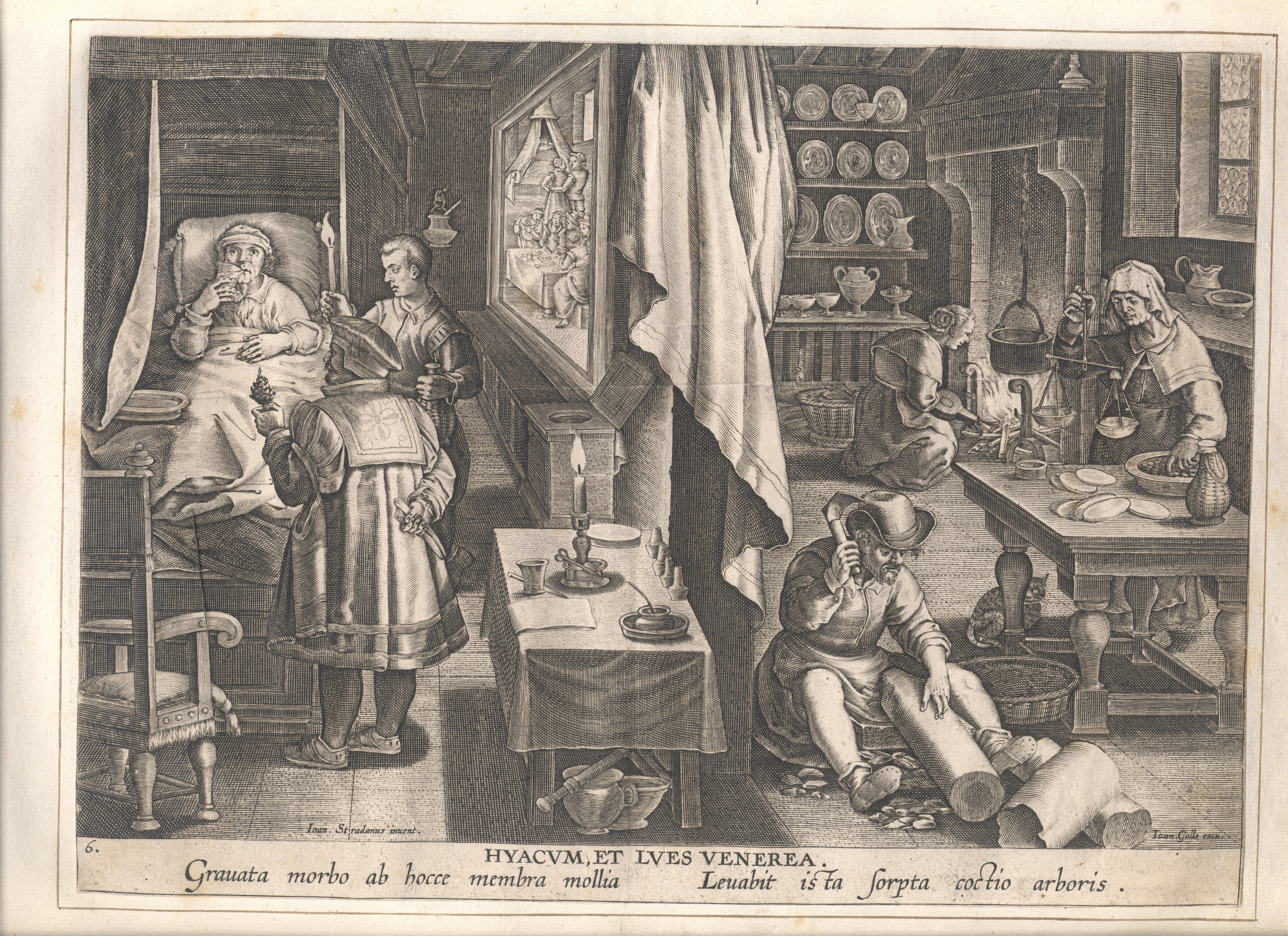
De ontdekking van Guaiacum spec. als middel tegen syfilis
Ontwerp door Stradanus, Museum Plantin-Moretus

## Soorten
- Guaiacum coulteri A.Gray
- Guaiacum nellii (G.Navarro) Christenh. & Byng
- Guaiacum officinale L.
- Guaiacum palmeri Vail
- Guaiacum sanctum L.
- Guaiacum unijugum Brandegee